# استپ جنگلی اروپای شرقی
منطقه اکولوژیکی استپ جنگلی اروپای شرقی (شناسه ووف: پی آ ۰۴۱۹) مجموعه‌ای از توده‌های جنگلی پهن‌برگ و علفزارها (استپ) است که به طول ۲۱۰۰ کیلومتر در اروپای شرقی از کوه‌های اورال در اورال، از طریق پوولژیه، روسیه مرکزی تا مرکز اوکراین امتداد دارد. مناطق جداگانه‌ای با ویژگی‌های مشابه در انتهای غربی در شرق رومانی، مولداوی و بلغارستان وجود دارد.
این منطقه یک منطقهٔ انتقالی بین جنگل‌های معتدل در شمال و استپ در جنوب تشکیل می‌دهد. استپ جنگلی منطقه‌ای از روسیه است که در آن میزان بارندگی و تبخیر تقریباً برابر است. این منطقهٔ اکولوژیکی در قلمرو پالئارکتیک قرار دارد و دارای آب و هوای قاره‌ای مرطوب است. طبق یک تعریف از مرزهای آن، ۷۲۷٬۲۶۹ کیلومتر مربع (۲۸۰٬۸۰۰ مایل مربع) پوشش می‌دهد. .

## مکان و توضیحات
این منطقه اکولوژیکی، نواری طولانی به طول حدود ۲۱۰۰ کیلومتر و عرض ۶۰۰ کیلومتر را از لبه غربی سیبری در کوه‌های اورال در شرق، از طریق پوولژیه، تا روسیه مرکزی و اوکراین تشکیل می‌دهد. بیشتر زمین‌ها تپه‌های مواج و برخی دشت‌ها هستند. میانگین ارتفاع از ۱۵۰ متر (بالاتر از سطح دریا) در مناطق پست تا ۲۵۰ متر در تپه‌ها متغیر است و برخی رشته‌کوه‌های کم‌ارتفاع در لبه‌های این منطقه وجود دارد.
این منطقه اکولوژیکی را می‌توان از غرب به شرق به زیراستان‌ها تقسیم کرد: ارتفاعات دنیپر، دشت دنیپر، ارتفاعات روسیه مرکزی، دشت اوکا-دن، ارتفاعات ولگا و ترانس ولگا. با کشیده شدن منطقه اکولوژیکی به سمت شرق، رطوبت کاهش می‌یابد، همان‌طور که تکه‌تکه شدن جنگل‌ها نیز کاهش می‌یابد.

## آب و هوا
آب و هوا در بیشتر مناطق اکولوژیکی ، آب و هوای قاره‌ای مرطوب با تابستان‌های گرم است (طبقه‌بندی اقلیمی کوپن اقلیم قاره‌ای مرطوب). این آب و هوا اختلاف دمای فصلی زیادی دارد. تابستان گرمی دارد و حداقل چهار ماه آن به‌طور متوسط بیش از ۱۰ درجه سلسیوس (۵۰ درجه فارنهایت) است. اما میانگین دمای هیچ ماهی بیش از ۲۲ درجه سلسیوس (۷۲ درجه فارنهایت) نیست. به دلیل ماهیت آب و هوای قاره‌ای به سمت مرکز قاره، حد نهایی دمای فصلی در سراسر منطقه اکولوژیکی به سمت شرق افزایش می‌یابد.

## فلورا
پوشش گیاهی طبیعی استپ جنگلی، موزاییکی از جنگل‌ها و بوته‌زارهای باز و علفزارها است.
بوته‌زارها معمولاً شامل درختچه‌های کاراگانا فروتکس،پرونوس فروتیکوسا و آلو بخارا هستند. استیپا اوکراینیو بروموس ریپاریوس از علف‌های رایج هستند.
درختان معمولی جنگل‌ها و جنگل‌ها عبارتند از بلوط قرمز اروپایی، نمدار برگ‌ریز، کرکف، پیرو، سفیدمازو، نوئل نروژی، نراد نقره‌ای، توسکای سیاه راش اروپایی، افرای شبه‌چناری ، سیب خودروی اروپایی, هفت‌کول، ون (گونه)، شاه‌بلوط هندی، اشنگور، ملچ، اوجا، سپیدار، کاج اسکاتلندی، توس نقره‌ای، صنوبر لرزان بید سفید، صنوبر سیاهفندق (گیاه).
قرن‌هاست که دانشمندان در مورد علل تغییرات در توده‌های درختان گمانه‌زنی کرده‌اند. در حال حاضر مشخص شده است که در سطح کلان، استپ‌ها خشک‌تر هستند و درختان در مناطق انتقالی تنک می‌شوند. از آنجا که زمین‌های این منطقه اکولوژیکی نسبتاً مسطح یا تپه‌های کم ارتفاع هستند و هیچ مانع فیزیکی بین زیست‌بوم‌های شمال و جنوب وجود ندارد، جوامع گیاهی تمایل دارند که توسط تغییرات محلی در جریان آب شکل بگیرند. تفاوت در زهکشی، تغییرات در نوع خاک (درختان کاج در خاک شنی، درختان برگ‌ریز در خاک لومی و غیره) و شوری، اثرات وزش باد (که برف را از تپه‌ها به سمت فرورفتگی‌ها می‌راند و بر کیفیت خاک تأثیر می‌گذارد) و فعالیت‌های تاریخی انسان‌ها، همگی با هم ترکیب می‌شوند تا ویژگی موزاییکی منطقه را ایجاد کنند.
مناظر باز نشان می‌دهند که جوامع گیاهی استپی می‌توانند با جنگل رقابت کنند. جگن‌ها از ویژگی‌های مناطق استپی هستند و در برابر شرایط کم رطوبت مقاومت می‌کنند و بخش زیادی از زیست توده آنها در زیر زمین قرار دارد.

## جانوران
پستانداران شاخص شامل موش خرمای کوهی بابک و سنجاب زمینی اروپایی هستند. گاومیش کوهان‌دار اروپاییو بز کوهی سایگا قبلاً در استپ جنگلی زندگی می‌کردند، اما اکنون به صورت محلی منقرض شده‌اند.

## مناطق حفاظت‌شده
استپ جنگلی اروپای شرقی به شدت تحت تأثیر فشارهای انسانی قرار گرفته است: بیش از نیمی از آن زمین‌های زراعی است و توده‌های جنگلی طبیعی عمدتاً از بین رفته‌اند. بخش کمی از این قلمرو به عنوان ذخایر طبیعی به‌طور قانونی محافظت می‌شود و ذخایری که وجود دارند، معمولاً قطعات کوچکی هستند که برای مطالعه کنار گذاشته شده‌اند. مناطق حفاظت‌شده نمونه در منطقه اکولوژیکی عبارتند از:
- پارک ملی باشقیریا، در منتهی‌الیه شرقی منطقه اکولوژیکی، در دامنه جنوبی کوه‌های اورال. (مساحت: ۹۲۰ کیلومتر مربع)
- ذخیره‌گاه طبیعی بلوگوریه، یکی از آخرین جنگل‌های بلوط کهن‌سال حاشیه رودخانه که نمونه‌ای از جنگل‌های استپی اروپای شرقی بود. (مساحت: ۲۱ کیلومتر مربع)
- پارک ملی چاواش وارمانه بور، یک جنگل بزرگ و یکپارچه در منطقه میانی ولگا در چواشستان. (مساحت: ۲۵۲ کیلومتر مربع)
- گالیچیا گورا، شش خوشه کوچک از زیستگاه‌های گیاهی ارتفاعات مرکزی روسیه. (مساحت: ۰٫۲۳ کیلومتر مربع)
- ذخیره‌گاه طبیعی کالوژسکیه زاسکی، جنگلی کهنسال در استان کالوگا که به نوعی هزار سال است که مورد حفاظت قرار گرفته است. (مساحت: ۱۸۵ کیلومتر مربع)
- منطقه حفاظت‌شده خوپیور، حفاظت از دشت‌های سیلابی، جنگل‌های بلوط مرتفع و مراتع در منطقه استان ورونژ روسیه. (مساحت: ۱۶۲ کیلومتر مربع)
- ذخیره‌گاه طبیعی مرکزی خاک سیاه، ذخیره‌گاهی پراکنده از دشت‌های خاک سیاه که برای مطالعات علمی کنار گذاشته شده است. (مساحت: ۵۲ کیلومتر مربع)
- ذخیره‌گاه طبیعی ورونینا، نماینده تالاب‌های رودخانه‌ای دشت اوکا-دون. (مساحت: ۱۰۸ کیلومتر مربع)
- منطقه حفاظت‌شده طبیعی ژیگولی، رشته‌کوهی که توسط پیچ رودخانه ولگا احاطه شده است. (مساحت: ۲۳۲ کیلومتر مربع)